# پیام صادقیان
پیام صادقیان (زادهٔ ۱۰ اسفند ۱۳۷۰)، بازیکن سابق فوتبال اهل ایران است.
وی سابقهٔ حضور در باشگاه‌های ذوب‌آهن، پرسپولیس و همچنین عثمانلی‌اسپور را نیز دارد.

## دوران کودکی و نوجوانی
پیام صادقیان در سال ۱۳۷۰ در محله امیرخیز در تبریز متولد شد. پدرش حسن صادقیان (حسن زیکو) می باشد و مادرش اصالتی آبادانی دارد. تا ۱۳ سالگی ساکن تبریز بود و در این زمان به همراه خانواده به اصفهان نقل مکان کرد. در این زمان زیر نظر محمود یاوری در تیم‌ ملی فوتبال نونهالان ایران به فوتبال مشغول بود. در اصفهان در تیم نوجوانان باشگاه فوتبال ذوب‌آهن اصفهان به بازی پرداخت و تا ۲۱ سالگی که راهی پرسپولیس شد، در همین باشگاه مشغول بازی بود.

## جام جهانی فوتبال نوجوانان
او در جام جهانی فوتبال نوجوانان سال ۲۰۰۹ که در کشور نیجریه برگزار شد به عنوان کاپیتان در تیم ملی نوجوانان ایران حضور داشت و در بازی اول مقدماتی مقابل تیم ملی فوتبال گامبیا، یک گل به ثمر رساند.

## افتخارات

### مسابقات فوتبال زیر ۱۶ سال آسیا
- قهرمانی در مسابقات فوتبال زیر ۱۶ سال آسیا ۲۰۰۸ به همراه تیم ملی فوتبال نوجوانان ایران